# Tatort: Das Verhör
Das Verhör ist ein Fernsehfilm aus der Krimireihe Tatort.
Der vom SWR produzierte Beitrag ist die 1207. Tatort-Episode und wurde am 4. September 2022 im SRF, im ORF und im Ersten ausgestrahlt.
In dieser Tatort-Folge ermitteln die Ludwigshafener Ermittlerinnen Lena Odenthal und Johanna Stern in ihrem 76. bzw. 17. Fall. Der Film ist eine Adaption von Zwei Fremde im Zug nach dem Roman von Patricia Highsmith.

## Handlung
Die Investmentbankerin Ann-Kathrin Werfel, Mutter eines fünfjährigen Sohnes, ist von ihrem Ehemann geschieden. Nach einem Treffen mit einem Freund wird sie von einem Mann im Tarnanzug betäubt und in ihrem Auto entführt. Am nächsten Morgen werden Lena Odenthal und ihre Kollegen zu einer verkohlten Leiche am Rheinufer gerufen. Es sind die Überreste von Ann-Kathrin Werfel. Brand und Feuerwehr haben wenige Spuren zurückgelassen. Der verdächtigte Ex-Ehemann präsentiert den Kommissarinnen Lena Odenthal und Johanna Stern allerdings ein gut bezeugtes Alibi. Er war in Österreich und wurde dort von über 20 Zeugen gesehen.
Was sich am Tatort der Leiche findet, sind Reste von Folie, mit der die Frau an einen Baum gefesselt worden war, daneben eine Autobatterie und ein Tauchsieder, der in einem vollen Benzinkanister befestigt war. So ergibt sich eine Zeitbombe, da der Tauchsieder irgendwann das Benzin zum Brennen bringt, der Täter sich aber inzwischen vom Ort entfernen kann. Unweit der Leiche finden die Ermittler eine gut erhaltene Reifenspur, die zu einem geländegängigen Pick-up passt. Bei der Suche nach in Frage kommenden Fahrzeugen stößt die Polizei auf den Bundeswehr-Hauptmann Kessler. Als Lena Odenthal ihn in der Kaserne aufsucht, wird er gerade von seiner Vorgesetzten, Oberstleutnant Limbach, recht rüde zurechtgewiesen.
Am nächsten Tag gibt Kessler als Zeuge gegenüber Johanna Stern an, einige hundert Meter vom Fundort der Leiche entfernt geangelt zu haben. Hierfür gibt es jedoch keine Zeugen. Bei einem DNA-Test beißt er Stern in den Finger. Daraufhin setzt Odenthal die Befragung fort. Zwischen Kessler und Frau Werfel finden sich keine Verbindungen.
Nachdem Odenthal Kessler darüber informiert hat, er werde nun als Beschuldigter vernommen, durchsucht die Spurensicherung Kesslers Haus. Auffällig ist, dass dieser sein Haus, sein Auto und Fahrrad und auch seinen Computer akribisch gereinigt hat. So finden sich keine verwertbaren Spuren. Kessler nimmt sich als Verteidiger den jungen Anwalt Kaya. Da ein Bundeswehr-Offizier beschuldigt wird, kommt Oberstaatsanwalt Marquardt im Hintergrund hinzu. Dieser nimmt Anstoß an Odenthals Verhörmethoden, die noch keine handfesten Beweise erbracht hätten. Kessler benimmt sich wenig kooperativ, teils provokant, liefert aber keine Anhaltspunkte für einen erhärteten Tatverdacht.
Interesse am Tod von Frau Werfel hätte wohl ihr Ehemann, der jetzt das alleinige Sorgerecht für seinen Sohn erhalten wird. Der Sohn lebt nach dem Tod der Mutter bei seiner Großmutter.
Johanna Stern ermittelt auch bei Kesslers Vorgesetzter Limbach. Sie sagt nur wenig zum Machoverhalten ihres Untergebenen. Allerdings hat eine Untergebene einmal Übergriffe des Hauptmanns angezeigt. Als Stern die mittlerweile aus der Bundeswehr ausgeschiedene Frau besucht, will diese aber nichts Konkretes sagen. Sie sei lediglich in ihrem Job zu gut gewesen und habe daher Kessler das Gefühl gegeben, von unten unter Druck zu stehen.
Als Odenthal Kessler gehen lassen will, provoziert sie dieser durch sexistische Äußerungen. Das Verhör geht somit weiter und dauert bis in die Nacht. Obwohl beruflich wenig erfahren, schlägt sich Anwalt Kaya recht gut für seinen Mandanten. Kessler leidet an Asthma, hat aber sein Medikament nicht dabei. Dennoch geht das Verhör weiter. Letztlich muss die Polizei ihm ein Asthmamittel beschaffen. Dies alles wird von Kaya wie Marquardt argwöhnisch beäugt.
Noch während Kessler im Verhör sitzt, wird Kesslers Chefin Oberstleutnant Limbach auf dieselbe Weise wie Frau Werfel gekidnappt, wieder mit Betäubungsspray von einem Mann im Tarnanzug. Da Kessler es nicht gewesen sein kann, wird dieser vom Staatsanwalt auf freien Fuß gesetzt. Kessler vertraut Kaya die Wahrheit an, dieser darf aufgrund des Anwaltsgeheimnisses aber nichts sagen und gerät in einen schweren Gewissenskonflikt, da er im Falle des Mandantenverrates seine Zulassung verlieren könnte.
Stern findet heraus, dass ein Mann an einer Tankstelle mit Frau Limbachs Wagen 19 Liter Benzin in einen Kanister getankt hat, jedoch hielt er sein Gesicht vor den Überwachungskameras verborgen. Lena Odenthal ist sich sicher, dass es eine Verbindung zwischen Kessler und Herrn Werfel geben muss, auch wenn sie noch keine Beweise hat. Sie nimmt Kessler wegen Gefahr im Verzug wieder fest. Die Kriminaltechnik hat mittlerweile ermittelt, dass es bei der gegebenen Benzinmenge mit dem Tauchsieder etwa 1:40 Stunde dauert, bis sich das Benzin entzündet. Somit müssen Stern und Odenthal davon ausgehen, dass Frau Limbach in höchster Lebensgefahr schwebt.
Der Verdacht: Die Herren Kessler und Werfel haben sich verabredet, jeweils die dem anderen verhasste Frau zu töten. Die Kommissarinnen stellen fest, dass Kessler Werfel ein Zeichen zum Losschlagen geben konnte. Beide verbindet ein tiefer Frauenhass.
Werfel kann sich der Festnahme durch Stern entziehen, verunglückt jedoch in Selbsttötungsabsicht auf der Flucht mit seinem Auto tödlich. Er kann somit den Ort, an dem Frau Limbach gefesselt die Entzündung des Benzins droht, nicht mehr offenbaren. So muss die Polizei Kessler dazu bringen, den Aufenthaltsort von Limbach zu verraten. Dieser bemerkt seine plötzliche Machtstellung, obwohl er vom Tod Werfels noch nichts weiß. Er demütigt Odenthal und zwingt sie, vor ihm auf die Knie zu gehen, damit er den Aufenthaltsort von Frau Limbach nennt.
Stern und der Gerichtsmediziner schaffen derweil, mit Deckung durch den Oberstaatsanwalt, Werfels Leiche ins Polizeipräsidium, platzieren diese so, dass für Kessler nur dessen Rückseite zu sehen ist und schlagen diesen, für Kessler sichtbar, scheinbar zusammen. Er werde den Aufenthaltsort von Limbach preisgeben, wenn es Kessler nicht tue, und das bringe Kessler zusätzliche zehn Jahre Gefängnis ein. Kessler fällt auf das fingierte Folterverhör herein und verrät, dass sich Limbach auf einem einsamen Truppenübungsplatz befindet. Limbach kann sich gerade noch rechtzeitig selbst befreien, kurz bevor der Brandsatz sich entzündet.

## Hintergrund
Der Film wurde vom 26. Mai 2021 bis zum 1. Juli 2021 in Ludwigshafen, bei der Deutsch-Französischen Brigade in Müllheim/Baden und im Raum Baden-Baden gedreht.

## Rezeption

### Kritiken
Claudia Tieschky von Süddeutschen Zeitung wertete: der„Drehbuchautor Stefan Dähnert ist einer, der Lena Odenthal glänzen lassen kann. […] Bei ihm darf Odenthal eine Heldin sein, die mit Wumms aus dem Tritt gerät, das steht ihr, ihr Lächeln passt plötzlich zur Lederjacke. Sekündchenweise passiert es auch diesmal. Der Rest ist Routine.“
Bei der Frankfurter Rundschau schrieb Sylvia Staude: „Im Drehbuch von Stefan Dähnert geht es nicht ohne das Wort „Powerfrau“ [...] In der Regie Esther Wengers ist Götz Otto ein Mann, wie er geschniegelter, breitbeiniger und kühl-provozierender, auch frauenverachtender kaum sein könnte. [...] Interessanter als diese am Ende holzschnittartige Figur mit ihren Klischee-Sätzen (wobei: die Kommissarinnen können schon auch Klischee) ist die Frage, ob der Anwalt des Hauptmanns seine Zulassung aufs Spiel setzen wird, um vielleicht ein Leben zu retten. [...] Ein Start mit mittelmäßigen Dialogen und einer eher routiniert-absehbaren als wirklich spannenden Geschichte.“
Christian Buß kritisierte für den Spiegel und schrieb: „Der gekränkte Mann eine Mordmaschine? Was anfangs wie eine böse Beobachtung zum schwierigen Umbau der einst männerbündisch gemanagten Bundeswehr zu einer diversen Bürgerinnen-Armee daherkommt, wird am Ende plötzlich zur begeisterten Truppenbesichtigung.“ „Odenthal bricht in einer Vernehmungspause mit bloßen Händen einen Apfel in zwei Hälften. Lieber hätte sie wohl den Hauptmann zweigeteilt.“

### Einschaltquoten
Die Erstausstrahlung von Tatort: Das Verhör am 4. September 2022 wurde in Deutschland von 8,27 Millionen Zuschauern gesehen und erreichte einen Marktanteil von 29,8 % für Das Erste. In der als Hauptzielgruppe für Fernsehwerbung deklarierten Altersgruppe von 14–49 Jahren erreichte Das Verhör 1,79 Millionen Zuschauer und damit einen Marktanteil von 27,1 Prozent in dieser Altersgruppe.